# Plethodon glutinosus
Espèce
Synonymes
- Salamandra glutinosa Green, 1818
- Cylindrosoma albopunctata Duméril, Bibron & Duméril, 1854
- Plethodon variolosum Duméril, Bibron & Duméril, 1854
- Salamandra elongata Duméril, Bibron & Duméril, 1854
- Salamandra melanoleuca Wied-Neuwied, 1865

Statut de conservation UICN

 LC  : Préoccupation mineure
Plethodon glutinosus est une espèce d'urodèles de la famille des Plethodontidae.

## Répartition
Cette espèce est endémique d'Amérique du Nord. Elle se rencontre aux États-Unis, en Illinois, en Indiana, en Ohio, au Connecticut, en Virginie, en Virginie-Occidentale, au Kentucky, au Tennessee, en Alabama, en Géorgie et au New Hampshire.

## Publication originale
- Green, 1818 : Descriptions of several species of North American Amphibia, accompanied with observations. Journal of the Academy of Natural Sciences of Philadelphia, vol. 1, p. 348-359 (texte intégral).